# Vena meníngea media
La vena meníngea media en la anatomía humana es uno de los vasos más importantes, dado su función en el drenaje del hipocampo y de las meninges, su longitud es dependiendo de la edad del sujeto, sin embargo la media de longitud es de aproximadamente 20-25 mm. Esta discurre paralelamente a la vena meníngea anterior y desemboca en la prensa de Herófilo.

## Patología
Esta vena padece de varias patologías entre las más importantes encontramos el síndrome de Sikorsky, meningiomas, aneurismas, oclusión venosa y  fibrosis claudicante.